# Zvučni bilabijalni frikativ
Zvučni bilabijalni frikativ glas je koji postoji u nekim jezicima, a u međunarodnoj fonetskoj abecedi za nj se rabi simbol [β].
Glas ne postoji u standardnome hrvatskom jeziku, ali sličan je glasu [v] koji se pojavljuje u kajkavskom i kao alofon u drugim narječjima te glasu [ʋ] koji se pojavljuje u standardu i drugim narječjima.
Izgovara se poput glasa [v], ali gornji zubi ne diraju donju usnu, nego se glas izgovara samo usnama.
Pojavljuje se u njemačkom (alofon glasa [b] u kolokvijalnom govoru), turskom (alofon glasa [v]), jeziku berta i drugim.
Njegove značajke uključuju:
- Po načinu tvorbe jest frikativ
- Po mjestu tvorbe jest bilabijalni suglasnik
- Po zvučnosti jest bezvučan.